# Brudekronen
Brudekronen är en norsk svartvit dramafilm från 1944 i regi av Walter Fyrst. I rollerna ses bland andra Carl Habel, Trygve Svendsen och Ingrid Lysaker.

## Handling
Knut Storlien går över fjället på väg hem till föräldragården efter flera år i Sydamerika. Han minns inte riktigt vägen och tar hjälp av Inga som bor på en gård i närheten. De bevittnar hur Ingas bror dödar en man som han är skyldig pengar. Knuts yngre bror Oddmund har drivit gården under de år som Knut varit i Sydamerika. Oddmund vill riva de gamla byggnaderna och i stället bygga ett turisthotell så han kan få pengar till sitt utsvävande liv. En starkt konflikt uppstår mellan bröderna. Dessutom har de både förälskat sig i Inga. Hon älskar Oddmund, men Knut använder det faktum att han såg hennes bror mörda som ett knep för att locka henne till sig. Knut inser dock att han inte har någon chans på Inga och börjar därför intressera sig för Gudrun som han senare flyttar ihop med. Knut gör närmanden på en gårdsflicka och Gudrun flyttar ifrån honom. Hon drabbas av lunginflammation och dör kort därefter. Gudruns bror Tallak svär att hämnas Knut. Även Oddmund vill göra upp med Knut och det slutar med ett slagsmål som vinns av Oddmund. Oddmund får Inga och livet på gården återgår till gamla traditioner.

## Rollista
- Carl Habel – Oddmund Storlien
- Trygve Svendsen – Knut Storlien
- Ingrid Lysaker – Inga
- Willie Hoel – Tallak
- Urda Wilmi – Gudrun
- Karin Meyer – Marte
- Martin Gisti – Mikkel
- Eugène Bech – Kjone, arkitekt
- Signe Ramberg – Tallaks mor
- Halvard Svelle – Ingas bror

## Om filmen
Brudekronen regisserades av Walter Fyrst som även skrev manus efter en idé av Arne Stig. Filmen producerades av Centrum Film AS med Fyrst som produktionsledare. Den fotades av Reidar Lund och klipptes av Titus Vibe-Müller. Scenografin gjordes av Alexey Zaitzow och Thorvald Lammers jr. komponerade musiken. Premiären ägde rum den 2 oktober 1944 i Norge och filmen distribuerades då av Centrum Film AS.